# Ивица Блажевић
Ивица Блажевић (Турбе, код Травника, 13. август 1929) друштвено-политички радник Социјалистичке Републике Босне и Херцеговине.

## Биографија
Рођен је 13. августа 1929. у селу Турбе, код Травника.
Завршио је Вишу управну школу. У чланство Комунистичке партије Југославије (КПЈ) примљен је 1950. године.
Налазио се на дужностима комерцијалног директора Рафинерије нафте у Босанском Броду, секретара Општинског комитета Савеза комуниста у Травнику, председника Скупштине општине Травник (1972—1976), генерални директор и председник Пословног одбора Металско-металурушког комбината „Братство” у Пуцареву и др.
Априла 1982. изабран је у Председништво Скупштине Босне и Херцеговине, а у периоду од 27. априла 1983. до 27. априла 1984. био је председник Скупштине СР Босне и Херцеговине.
Након избора Бранка Микулића за члана Председништва СФРЈ, 30. маја 1984. изабран је уместо њега за члана Председништва СР Босне и Херцеговине. На ову функцију изабран је и у следећем сазиву Председништва, априла 1986. године.
Након избијања афере Агрокомерц, заједно са Муниром Месиховићем, поднео је 6. новембра 1987. оставку на чланство у Председништву СР Босне и Херцеговине. Након чега је пензионисан.
Члан Централног комитета Савеза комуниста Босне и Херцеговине био је од јануара 1969, а биран је на Петом, Шестом, Седмом, Осмом и Деветом конгресу СК БиХ. Биран је за делегата Већа општина Скупштине СР Босне и Херцеговине.